# Henri Déricourt
 (avril 2012).
Henri Déricourt, né le 2 septembre 1909 à Coulonges-en-Tardenois (Aisne) et porté disparu le 21 novembre 1962 au Laos, est un pilote français qui travailla comme agent secret pendant la Seconde Guerre mondiale. Il est possible qu'il soit un agent triple : recruté par le Special Operations Executive britannique, il est désigné comme officier des opérations aériennes en France (zone nord), mais il travaille simultanément au profit du Sicherheitsdienst allemand ; il est envisagé que, dans ce double rôle, il était contrôlé par le MI6.

## Biographie

### Avant-guerre
Henri Alfred Eugène Déricourt est le troisième enfant d'une famille modeste. Son père, Alfred Déricourt (1868-?) est facteur. Sa mère, Georgette, née Magny (1869-1945), orpheline, a été élevée par des religieuses.
Sa scolarité s'effectue à l'école primaire de Boulogne-sur-Seine jusqu'en 1919. Ensuite, il poursuit celle-ci à l'école primaire de Jonquières dans l'Oise. C'est dans cette dernière qu'il obtient son certificat d'études primaires. C'est à l'école primaire supérieure de Beauvais qu'il décroche son brevet élémentaire ainsi que son brevet d'enseignement primaire supérieure en juillet 1925. Il intègre par la suite l'école nationale des arts et métiers à Paris, mais il n'y reste qu'un an. Il se blesse en jouant au football et a été convalescent pendant près d'un an.
En 1927, il est reçu à un concours pour intégrer les services des Postes, télégraphes et téléphones. Après une formation de 8 mois, il commence à travailler en mars 1928 au bureau de poste de Paris 16ème en tant qu'employé de bureau.
Passionné d'aviation depuis l'enfance, Déricourt se trouve au Bourget dans la foule qui accueille Charles Lindbergh le 21 mai 1927, après sa traversée de l'Atlantique. En 1930, ayant reçu une formation, Déricourt obtient un brevet de pilote à l'école d'aviation Farman à Toussus-le-Noble, alors second aérodrome de Paris après Le Bourget. Un peu plus tard, à la fin de son service militaire, il décroche un nouveau brevet, celui de sergent-pilote de réserve. Il fait connaissance de Rémy Clément, pilote comme lui, de dix ans son aîné.
En novembre 1935, Didier Daurat, le patron de l'ancienne Aéropostale, l'engage comme pilote à la compagnie Air Bleu, qu'il a créée et qui, basée au Bourget, distribue le courrier dans tout l'Hexagone.
En 1936, Déricourt devient membre de la Société météorologique de France.
La même année, il est approché par un certain André Borrie, officier du 2e bureau de l'Armée de l'Air, pour le compte de qui il réalise une série de photos aériennes des docks italiens établis à Chambéry ainsi que des clichés de la ligne Siegfried. 
Le 31 mars 1937, il dépose, avec R.A. Marotin un brevet sur un « procédé et dispositif pour la détermination de la vitesse et de la dérive d'un mobile et notamment d’un aéronef. »
La même année à Paris, Déricourt rencontre Nicolas Bodington, correspondant de l'Intelligence Service (le MI6) et futur no 2 de la section F du SOE, infiltré sous couverture de l'agence de presse Reuters.
À la fin de l'année 1937, il s'attaque au record d'altitude sur Caudron "Rafale".
En 1938, Bodington présente Déricourt au Kriminalrat Karl Bömelburg, en mission à Paris, futur patron de la Gestapo en France.

### La guerre
Au commencement des hostilités, Déricourt est incorporé à la Section aérienne de Transport basée à Étampes ; il convoie des avions vers le front au Nord. En 1940, muté à Marseille-Marignane, Déricourt évacue des appareils vers le Sud. Il est pilote d'essai d'un bombardier d'avant-garde puis d'un autogire.
En juin, l'armistice interrompt les essais. Déricourt retourne à l'aviation civile. Engagé par Air France, il se lie avec des membres de la pègre. Il se livre aussi à un trafic de marché noir avec un certain Bladier, de Paris.
À l'occasion d'une escale à Alep (juin ou juillet 1941), un colonel de l'Intelligence Service propose à Déricourt de passer en Grande-Bretagne. Déricourt accepte. Il rentre à Marseille, afin de mettre sa femme Jeannot à l'abri du besoin, puis il est pris en charge par le MI9.
En novembre 1941, à Marseille, Déricourt signe un contrat avec la SCLAM (société de livraison réservée aux ministères). Puis, grâce à un de ses anciens compagnons pilotes, Léon Doulet, il entre en relation avec l'ambassade américaine, relais possible sur la route de l'Angleterre.
À la fin de cette année, Déricourt revoit Bömelburg. C'est à ce moment-là probablement qu'il fut recruté comme agent (V-Mann ou homme de confiance) BOE 48.
Déricourt est alors dirigé sur la Pat-Line, la filière d'évasion d'Albert Guérisse, dit Pat O'Leary (dépendant du MI9). Sitôt après cette prise de contact, Déricourt est convoqué à Londres.
Le 15 août 1942, Déricourt et Doulet franchissent la passerelle du HMS Tarana (en fait un chalutier armé en guerre, mitrailleuses et canon dissimulés sous des filets de pêche), à Narbonne-plage, avec sept autres personnes. Le bâtiment des "Special Flotillas" met alors le cap sur Gibraltar. Après une semaine sur le Rocher, les deux voyageurs se retrouvent dans un convoi d'une cinquantaine de navires qui s'achemine vers les îles britanniques.
Le 7 septembre 1942, Déricourt et Doulet débarquent à Greenock, Écosse, où des agents de la "Special Branch" les attendent pour les conduire à Londres. Là, ils passent quatre jours à la Patriotic School, le centre d'interrogatoire et de filtrage du MI5. Puis ils sont séparés.
Dès la fin du mois de septembre, Déricourt aurait été parachuté en France, sans doute pour le compte du MI6.
Le 3 décembre 1942, Déricourt signe l' Official Secret Act. Il déclare ses contacts avec les Allemands ; il cite les noms des membres des Commissions d'armistice qui furent ses passagers à Marseille ainsi que ceux des pilotes de la Lufthansa qu'il a fréquentés au Bourget avant la guerre. Le jugement porté sur lui est très favorable. Un seul point noir : ses allées et venues en France, qui peuvent avoir attiré l'attention des Allemands.
Mais, sur l'intervention de Bodington, la difficulté est tranchée et Déricourt est engagé à titre de lieutenant de la RAF, détaché au SOE. On l'envoie alors à Tempsford, base des "Moon Squadrons", les escadrilles 138 et 161, sans même le faire passer par les stages de sécurité et d'entraînement, signe d'une probable protection particulière.
Mission en France. Sa mission consiste : • à trouver des terrains d’atterrissage appropriés (LZ = landing zones) • à organiser les mouvements aériens : réception et retour des agents (des autres réseaux) • à acheminer le courrier qui lui sera remis (de la main à la main, ou dans des boîtes aux lettres) ; il s'agit de tout ce qui ne peut pas être transmis par radio en morse : rapports trop longs, plans, photos, courrier personnel, documents non codés, paraphrases codées de messages radio déjà envoyés. Il ne dispose pas d'un opérateur radio propre : il devra faire transiter ses messages par Jack Agazarian l'opérateur du réseau Prosper-PHYSICIAN.
Dans la nuit du 22/23 janvier 1943, un avion Halifax emmène Déricourt, ainsi que Jean Worms « Robin » qui vient établir le réseau JUGGLER,,
. Ils sont parachutés « blind », c'est-à-dire sans comité de réception au sol, à Fréville-du-Gâtinais, vers Vitry-aux-Loges, à l'est d'Orléans. Un faux départ avait eu lieu le 14 décembre 1942.
Vers le 30 janvier 1943, Déricourt revoit Bömelburg devenu chef de la Gestapo de Zone Nord et, à partir de ce moment-là, s'affiche avec lui au Bristol, hôtel de grand luxe réservé aux hauts dignitaires du Reich. Commence alors une collaboration visible avec le SD. Par prudence, Bömelburg communique avec Déricourt par l'intermédiaire de ses subordonnés : Josef Götz et son chef direct, Hans Kieffer.
En mars 1943, Déricourt et Rémy Clément recherchent et identifient des terrains susceptibles de servir aux atterrissages. Ils vérifient également les LZ du réseau SCIENTIST, que Claude de Baissac « David » anime dans le sud-ouest. Dans la nuit du 17/18, Déricourt réalise son premier pick-up sur le terrain situé à 4,5 km au nord de Marnay (Vienne), au sud de Poitiers. C'est un doublé de Lysander, qui déposent Francine Agazarian, John Goldsmith, Pierre Lejeune, Roland Dowlen, et remmènent Claude de Baissac, France Antelme, Raymond Flower et son opérateur radio. Dans les mois qui suivent, il travaillera principalement au profit du réseau Prosper-PHYSICIAN, et organisera les déplacements par avion de plus de 67 agents, dont Noor Inayat Khan, Vera Leigh, Yolande Beekman, Éliane Plewman, Diana Rowden, Jack Agazarian, Francis Suttill, Pearl Witherington et Lise de Baissac.
À l'été, la Gestapo arrête de nombreux agents du SOE en France. Le bruit court qu'un agent double a infiltré les réseaux. Plusieurs agents, dont Francis Cammaerts, Jack Agazarian et Francis Suttill sont convaincus que Déricourt est le coupable. Ces soupçons empirent quand on apprend que Déricourt habite un appartement qui jouxte celui loué par Hugo Bleicher de l’Abwehr, rue Pergolèse, à Paris.
En juillet 1943, un autre agent, Henri Frager, dit à Nicolas Bodington, alors en mission en France pour analyser l'effondrement du réseau Prosper-PHYSICIAN, que Déricourt est un espion allemand. Bodington écarte cette théorie, arguant du fait que Déricourt s'était chargé de son voyage en France et qu’il n'avait pas été arrêté. Quand Bodington refuse d’agir, certains agents commencent à penser que Bodington lui aussi est un agent double.
Peu de temps après, Michel Pichard informe Maurice Buckmaster, chef de la section F à Londres, qu'il a entendu dire de bonne source qu'un « Français responsable des opérations aériennes dans les régions de Paris et d’Angers » travaillait pour l'Abwehr. Buckmaster, comme Bodington avant lui, écarte les charges contre Déricourt et lui permet de continuer son travail.
Dans la nuit du 16 au 17 septembre 1943, un opérateur radio affecté à FARRIER, A. Watt « Geoffroi », est déposé en Lysander sur le terrain BRONCHITE, près de Tours.
En février 1944, Déricourt est rappelé à Londres. Sur avis défavorable du MI5, il n'est plus renvoyé en France. Il séjourne dans un premier temps au Savoy Hotel, puis à Stratford-upon-Avon chez Gerry Morel.
Après la victoire, l'interrogatoire de policiers ennemis impliqués fait clairement apparaître que Déricourt est coupable d'avoir fourni des informations à l'Abwehr et à la Gestapo, que ce double jeu avait entraîné l'effondrement de plusieurs réseaux et sous-réseaux, l'arrestation et l'exécution de nombreux agents, dont Noor Inayat Khan, Vera Leigh, Yolande Beekman, Éliane Plewman, Diana Rowden, Gilbert Norman, Jack Agazarian, Francis Suttill et Pierre Mulsant. Il dénonça également le capitaine Bernard Guillot, agent des forces françaises combattantes.[réf. nécessaire]
Le 13 février 1945, au cours d'un voyage à Londres, Déricourt est arrêté. Il est en possession de devises et d'or.

### Après-guerre
En novembre 1946, Déricourt est remis aux autorités françaises. Il est accusé d'avoir donné à la Gestapo l'officier du SOE Jack Agazarian.
En juin 1948, Déricourt comparaît devant le tribunal militaire, caserne de Reuilly. Au procès, Nicolas Bodington se déclare responsable de toute l’activité de Déricourt sur le terrain. Il admet s'être rendu compte que Déricourt était en contact avec les Allemands mais affirme qu'aucune information importante n'avait été révélée. Pendant le procès, la défense argue du fait que, bien que l’accusation soit en mesure d'apporter de nombreux indices indirects confortant les soupçons à l’encontre de Déricourt, elle ne pourrait réellement apporter la preuve d'aucun acte précis de trahison. C’est en grande partie grâce au témoignage de Nicolas Bodington que Déricourt est finalement acquitté, le 7 juin.
Il semble que Déricourt ait été, d'un bout à l'autre, traité par le MI6 et que son travail pour le compte du SOE n'ait été qu'une simple couverture de ses prises de contact avec des services ennemis. Cette hypothèse est soutenue par un dirigeant du SOE, Harry Sporborg, qui fut chargé de cribler Déricourt de retour en Grande-Bretagne, en février 1944 : "Dans mon esprit il n'a jamais fait aucun doute que Déricourt était employé par le MI6 à des fonctions situées hors de la sphère d'opérations du SOE."
Déricourt est alors embauché par l'aviation civile d'Indochine.
Entre 1952 et 1953 ainsi qu'en 1958, il effectue des observations archéologiques aériennes au Laos et au Cambodge. 
Le 7 mai 1957, Jean Overton Fuller commence à interviewer Déricourt pour les besoins de son livre Agent double. Déricourt affirme que les chefs du SOE savaient parfaitement que l'organisation avait été pénétrée par la Gestapo et que des hommes et des femmes avaient été délibérément sacrifiés afin de mystifier les services allemands au sujet des débarquements prévus en Sicile et en Normandie. Déricourt admit avoir trahi quatre personnes : le colonel Émile Bonotaux amené sur le vol CURATOR/ACOLYTE du 23/24 juin 1943 (vol no 7 du tableau récapitulatif de la section suivante) ; et trois personnes amenées sur le vol CONJURER du 15/16 novembre 1943 (vol no 15) : Jean Menesson, Paul Pardi et André Maugenet.
Le 21 novembre 1962, Déricourt meurt officiellement dans un accident d’avion, au Laos, au-dessus du Triangle d’or, dans la province de Sayaboury. Son corps n'ayant jamais été retrouvé, certains auteurs ont avancé l'hypothèse que sa mort pouvait avoir été simulée pour lui permettre de commencer une nouvelle vie sous un autre nom.

## Vols organisés par Déricourt
Le tableau suivant donne la liste des vols organisés par Henri Déricourt, établie à partir de celle d'Hugh Verity.
| no   | opération           | nuit  | mois   | année | terrain                                                  | type avion                | nombre d'avions                         | passagers aller, vers la France                                                                 | passagers retour, vers l'Angleterre |
| ---- | ------------------- | ----- | ------ | ----- | -------------------------------------------------------- | ------------------------- | --------------------------------------- | ----------------------------------------------------------------------------------------------- | --- |
| 1    | TRAINER             | 17/18 | mars   | 1943  | sans nom Sud de Poitiers 4,5 km N de Marnay              | Lysander                  | 2                                       | 4 : Francine Agazarian (en), major John Goldsmith (en), Pierre Lejeune, Roland Dowlen.          | 4 : Claude de Baissac, France Antelme, Raymond Flower, André Dubois |
| 2    | SALESMAN            | 14/15 | avril  | 1943  | BRONCHITE                                                | Lysander                  | 2                                       | 4 : André Dubois, Henri Frager, Philippe Liewer, Gabriel Chartrand                              | 1 : Marcel Clech |
| 3    | SCULPTOR            | 15/16 | avril  | 1943  | sans nom N. de Tours 1 km E/NE de La Chartre-sur-le-Loir | Lysander                  | 1                                       | 2 : Pierre Natzler, un vieux Belge                                                              | 1 : Julienne Aisner (en) |
| 4    | TOMMY               | 22/23 | avril  | 1943  | TORTICOLIS                                               | Lysander                  | 2                                       | 0                                                                                               | 1 : Henri Déricourt |
| 5    | INVENTOR            | 14/15 | mai    | 1943  | GRIPPE                                                   | Lysander                  | 2                                       | 4 : Julienne Aisner (en), Vera Leigh, Sydney Jones, Marcel Clech                                | 2 : Francis Suttill, Madame Gouin ? |
| 6    | TEACHER             | 16/17 | juin   | 1943  | INDIGESTION                                              | Lysander                  | 2                                       | 4 : Charles Skepper, Diana Rowden, Cecily Lefort, Noor Inayat Khan                              | 5 : Gaby Pierre-Bloch, Jack Agazarian, Francine Agazarian (en), Pierre Lejeune, Victor Gerson ?, Lucien Rachet ?                                                               |
| 7    | CURATOR / ACOLYTE   | 23/24 | juin   | 1943  | BRONCHITE                                                | Lysander                  | 1                                       | 2 : Robert Lyon, Colonel Émile Bonotaux                                                         | 2 : Richard Heslop, P. Taylor |
| (8)  | ATHLETE (1er essai) | 17/18 | juill. | 1943  | GRIPPE                                                   | Lysander                  |                                         | (Isidore Newman, X)                                                                             | |
| 8    | ATHLETE (2e essai)  | 19/20 | juill. | 1943  | GRIPPE                                                   | Lysander                  | 1                                       | 2 : Isidore Newman, X                                                                           | 3 : France Antelme, William Savy, Henri Déricourt |
| 9    | GAMEKEEPER          | 22/23 | juill. | 1943  | ACHILLE                                                  | Hudson                    | 1                                       | 3 : Nicolas Bodington, Jack Agazarian, Adelin Marissael                                         | 3 : Louis Latimer « Raoul », Jean-Pierre Carrez, Joseph Pans |
| 10   | DIPLOMAT            | 16/17 | août   | 1943  | TORTICOLIS                                               | Lysander                  | 1                                       | 0                                                                                               | 3 : Claude de Baissac, Lise de Baissac, Nicolas Bodington |
| 11   | DYER                | 19/20 | août   | 1943  | ACHILLE                                                  | Hudson                    | 1                                       | 1 : Peter Deman « Paul » [à vérifier]                                                           | 10 : Marie-Thérèse Le Chêne, Tony Brooks, Robert Boiteux, Octave Simon, Joseph Marchand, Victor Gerson, Robert Benoist, Francis Basin, Raymonde Menessier, Jean-Louis de Ganay |
| 12   | MILLINER            | 17/18 | sept.  | 1943  | INDIGESTION                                              | Lysander                  | 2                                       | 4 : Harry Peulevé, Yolande Beekman, Harry Despaigne, d’Erainger                                 | 6 : Benjamin Cowburn, John Goldsmith (en), Rémy Clément, 2 agents polonais, y compris André Renan, Lecointre                                                                   |
| 13   | PILOT               | 16/17 | oct.   | 1943  | BRONCHITE                                                | Lysander                  | 1                                       | 2 : Rémy Clément, Arthur Watt                                                                   | 3 : Maurice Southgate, René Dumont-Guillemet |
| 14   | MATE                | 20/21 | oct.   | 1943  | ACHILLE                                                  | Hudson                    | 1                                       | 4 : Albert Browne-Bartroli, Joseph Marchand, Robert Benoist, Henri Zeller                       | 4 : Henri Frager, Francis Nearne (en), M. Leprince, A. Lévy ?, |
| 15   | CONJURER            | 15/16 | nov.   | 1943  | ACHILLE                                                  | Hudson                    | 1                                       | 5 : Victor Gerson, Eugène Levene, Jean Menesson, Paul Pardi, André Maugenet, Henri Fille-Lambie | 10 : Francis Cammaerts, François Mitterrand, Pierre du Passage, Pierre Mulsant, Mme Fontaine, John Barrett, Charles Rechenmann, 5 (?) aviateurs                                |
| 16   | KNACKER             | 4/5   | fév.   | 1944  | ACHILLE                                                  | Hudson                    | 1                                       | 0 (plus Gerry Morel qui fait l'A-R)                                                             | 9 (plus Gerry Morel qui fait l'A-R) : Robert Benoist, Henri Borosh, Madeleine Lavigne, Le Barbu, Philippe Liewer, Limousin, Bob Maloubier, l’aubergiste à Tiercé et son mari   |
| 17   | GROWER              | 8/9   | fév.   | 1944  | GRIPPE                                                   | Lysander                  | 1                                       | 2 : Jules Lesage, Alcide Beauregard                                                             | 2 : Henri Déricourt, Jeanne Déricourt |
| Tot. | 17 opérations       |       |        |       | 7 terrains                                               | 2 types : Lysander Hudson | 23 vols AR : 18 vols Lys. + 5 vols Hud. | 43 personnes amenées en France                                                                  | 69 personnes emmenées en Angleterre |

Le tableau est à considérer comme la version « officielle » des vols organisés par Henri Déricourt. Or, plusieurs facteurs autorisent à penser que cette liste n'est pas définitive et mériterait d'être corrigée et complétée. En effet :
- les éditions successives (anglaises et françaises) des livres de Michael R.D. Foot (de 1966 à 2008), d'Hugh Verity (de 1978 à 2004) et de Jean Overton Fuller (1989) ont été marquées de fréquentes évolutions, et il n'est pas certain que l'état actuel soit définitif ;
- plusieurs témoignages laissent penser que le nombre d'opérations de pick-ups organisées par Henri Déricourt serait plutôt voisin de 35 qu'égal à 17 :
- Jacques Bureau[29] donne une piste qui permet sans doute d'éclairer l'origine d'une partie de l'écart :

« Claude Dansey avait tenté dès 1941 d'implanter des agents au sein du SD. Il choisissait des criminels de la prison de Fort Williams qui n'avaient plus rien à perdre, mais cela marchait mal. C'était sans doute ces agents-là que Déricourt avait déposés en France, pendant les clairs de lune, lors de dix pick-up secrets qu'il avait accomplis pour le MI6. Dans le lot, il y avait des espions du NKVD arrêtés en Angleterre. Il y eut mieux : Karl Langer, un agent du SD, avait été soigné à côté du courageux Culioli, blessé gravement, dans cette auberge de Sologne où les deux hommes épuisés reposaient côte à côte après une affreuse perquisition. Les deux hommes parlèrent. C'était le 2 juillet. Karl Langer n'était pas un méchant homme. Il prétendit avoir assisté pour Kieffer à un atterrissage de Hudson. Or, le premier Hudson enregistré dans les archives de l'escadrille 161 est postérieur. Ce premier vol de Déricourt avait été organisé par Dansey en cachette du SOE : tout un lot d'agents introduits en France dans le plus grand secret (Pour la plupart d'anciens voleurs, des agents du KGB capturés ou des émissaires de l'Abwehr retournés. Sir Claude mettait au point économiquement sa méthode de pénétration.) Déricourt avait bien été envoyé en mission préliminaire en 1942 pour renouer avec Bömelburg, et avait travaillé longtemps pour le MI6. »
- John Vader fait état d'un vol en Hudson dans la nuit du 19/20 mars 1943 dans lequel embarque Octave Simon[30]

## Œuvre
- (en) Espionage as a fine Art, avec une introduction et des commentaires de Jean Overton Fuller, Michael Russel, 2002,  (ISBN 978-0859552745).

## Identités
- État civil : Henri Alfred Eugène Déricourt.
- Comme agent du SOE
  - Nom de guerre (field name) : « Gilbert », puis « Claude ».
  - Nom de code opérationnel : FARRIER (en français MARECHAL-FERRANT)
  - Faux papiers : établis au nom de Maurice Fabre (identité abandonnée, car les papiers sont mal imités)[31].
- Comme agent allemand
  - BOE 48 (V-Mann de Karl Bömelburg, Gestapo)
  - puis K 48 (V-Mann de Hans Kieffer, SD)
- Comme prisonnier à Fresnes, dans la cellule 1/459 : matricule 13181

## Famille
- Son père : Alfred, paysan puis facteur.
- Sa mère : Georgette, femme de ménage
- Ses frères (2) : Félix (aîné, ébéniste), Marcel (2e, décorateur).
- Sa femme : Jeanine Paturel, Surnom : Jeannot

## Documentaire
- L'agent triple français, film de Matthew Barrett, 2011, 52 minutes,

## Inspiration
Des romanciers se sont inspirés d’Henri Déricourt pour des personnages de romans :
- Larry Collins pour le personnage d’Henri Le Maire dans le roman Fortitude ;
- Laurent Joffrin pour le personnage d’Henri Blainville dans le roman La princesse oubliée ;
- Béatrice Nicodème pour le personnage Pavel Janusz dans le roman Vous ne tuerez pas le printemps.